# Naizema patagonica
Naizema patagonica är en insektsart som beskrevs av Navás 1919. Naizema patagonica ingår i släktet Naizema och familjen Berothidae. Inga underarter finns listade i Catalogue of Life.